# 2011 في الأوروغواي
فيما يلي قوائم الأحداث التي وقعت خلال عام 2011 في الأوروغواي.

## رياضة
- 5 يونيو – الدوري الأوروغواياني لكرة القدم 2011–12 الفائز ناسيونال مونتيفيديو.

## أفلام
من الأفلام التي صدرت هذه السنة في الأوروغواي:
- 1 يناير – أرتيغاس: لا ريدوتا من إخراج سيزار شارلون.

## وفيات

### يوليو
- 17 يوليو – خوان ماريا بوردابيري (مواليد 1928) سياسي أوروغواياني.

### سبتمبر
- 6 سبتمبر – خوليو ماسيراس (مواليد 1926) لاعب كرة قدم أوروغواياني.

### ديسمبر
- 15 ديسمبر – إدواردو باريتو (مواليد 1954) رسام أوروغواياني.
- 19 ديسمبر – هيكتور نونيز (مواليد 1936) لاعب ومدرب كرة قدم أوروغواياني.